# Kasai Zachodnie
Kasai Zachodnie (fr. Kasaï-Occidental, lingala: Kasai ya Límbe) – prowincja w Demokratycznej Republice Konga o powierzchni 154 742 km², zamieszkana w 2012 roku przez 5,6 mln osób. Stolicą jest miasto Kananga. Na mocy konstytucji z 2006 roku Kasai Zachodnie ma zostać podzielone na dwie mniejsze prowincje: Kasai i Lulua.